# MacOS Big Sur
macOS 11 Big Sur (dall'omonima costiera) è la diciassettesima versione del sistema operativo macOS sviluppato da Apple inc. È il successore di macOS Catalina ed è stato annunciato alla Worldwide Developers Conference (WWDC) del 22 giugno 2020.
macOS Big Sur è stato definito dalla stessa Apple come il più grande aggiornamento dal rilascio di Mac OS X Cheetah, tanto che il numero di versione è passato da X (10 romano) a 11 dopo quasi vent'anni.
Nel corso dell'evento Apple del 10 novembre 2020, è stata annunciata la pubblicazione ufficiale dal 12 novembre successivo. Nelle prime ore dalla pubblicazione, molti utenti hanno avuto problemi di installazione.

## Computer compatibili
- MacBook 2015 o più recente
- MacBook Air 2013 o più recente
- MacBook Pro fine 2013 o più recente
- Mac Mini 2014 o più recente
- iMac 2014 o più recente
- Mac Pro 2013 o più recente
- iMac Pro

## Novità

### Interfaccia e suoni

#### Barra dei menù
La barra dei menù è posizionata più in alto e trasparente. Il colore del testo, inoltre, può variare in base allo sfondo, diventando più chiaro o più scuro.

#### Centro di Controllo
Per la prima volta su macOS viene introdotto il Centro di Controllo. Accessibile direttamente dalla barra dei menù, consente l'accesso alle principali impostazioni di sistema, quali la connessione alla rete Wi-Fi, la regolazione della luminosità e del volume, ecc.

#### Centro notifiche
I widget sono stati migliorati e ridisegnati, personalizzabili in base alle esigenze dell'utente.

#### Dock
Il Dock, così come la barra dei menù, è stato reso più trasparente, non è più ancorato al bordo dello schermo bensì "fluttua" e ha i bordi arrotondati, riprendendo lo stile introdotto con iOS 13.

#### Finestre
I bordi delle finestre hanno ora un effetto trasparente e gli angoli arrotondati.

#### Icone
Le icone delle applicazioni preinstallate sono state completamente riprogettate: ora hanno uno stile grafico uniforme, ripreso da iOS, con una forma quadrata dai bordi arrotondati ed effetti di ombreggiatura.

#### Simboli
I simboli nelle applicazioni di sistema sono stati uniformati.

#### Suoni
I suoni di sistema sono stati completamente rifatti; il suono di avvio è stato reintrodotto e reso leggermente diverso, con un tono più grave rispetto al precedente.

### Applicazioni

#### Casa
- Illuminazione adattiva delle lampade: è possibile regolare le lampade in base alle condizioni ambientali. Al mattino per esempio avranno una luce fioca per un dolce risveglio, mentre la sera filtreranno la luce blu per prepararsi a dormire.
- Riconoscimento dei volti delle videocamere di sorveglianza: si possono impostare dall'app Foto e, facoltativamente, possiamo farci notificare l'arrivo di una determinata persona.

#### FaceTime
- Lingua dei segni: Durante una videochiamata di gruppo, FaceTime riconosce chi sta utilizzando la lingua dei segni e lo mette in primo piano.

#### Foto
- Editing video: tutte le funzioni dell'editing foto sono state aggiunte a quello video.
- Didascalie: ora si possono aggiungere didascalie a foto e video. Sono inoltre condivisibili tramite iCloud.
- Ricordi: vi è ora un più ampio assortimento musicale.
- Ritocca: lo strumento ritocca è stato notevolmente migliorato ed è stata implementata una funzione che riconosce polvere e altre imperfezioni e le rimuove.

#### Mappe
- Guardati intorno: simile a Google Street View, permette di percorrere le strade come se ci si trovasse fisicamente in un determinato luogo. All'inizio sono stati resi disponibili solo immagini scattate negli Stati Uniti, ma oggigiorno sono estesi anche ad altri Paesi, inclusa l'Italia.[3]
- Guide: è possibile visualizzare delle guide contenenti ad esempio consigli di viaggio, come ad esempio i monumenti più belli di una città o i migliori ristoranti in zona.
- Itinerari in bici: con questa nuova funzione è possibile organizzare dei giri in bici. S può vedere il dislivello, controllare il traffico e visualizzare gli ostacoli come scale o tratti ripidi.
- Itinerari per veicoli elettrici: pianificando un itinerario per veicoli elettrici, mappe visualizza le colonnine di ricarica indicando anche se il tuo veicolo è compatibile.
- Mappe indoor: è ora possibile vedere l'interno di alcuni edifici, come aeroporti e centri commerciali.
- Zone a traffico limitato: si possono visualizzare le ZTL con i rispettivi costi; l'applicazione mostrerà inoltre i percorsi per evitarle, suggerendo anche il più rapido.

#### Memo vocali
- Cartelle: è ora possibile raggruppare le registrazioni in cartelle. Ci saranno inoltre delle "cartelle smart" contenenti le registrazioni fatte con altri dispositivi, come gli Apple Watch.
- Preferiti: è ora possibile salvare le registrazioni in una sezione chiamata "preferiti".

#### Messaggi
- Conversazioni in evidenza: è possibile fissare fino a nove conversazioni.
- Editor Memoji: è ora implementato direttamente nell'app.
- Effetti: è possibile inserire degli effetti ai messaggi, come coriandoli, palloncini, raggi laser, ecc.
- Foto di gruppo: è possibile ora aggiungerle.
- Menzioni: è possibile menzionare una persona inserendo semplicemente il carattere @.
- Ricerca: è possibile ricercare link, foto, video e documenti direttamente nella chat.
- Risposte dirette: è possibile rispondere a messaggi specifici all'interno di una chat.
- Hashtag immagini: è possibile ricercare le immagini e le GIF di tendenza e condividerle.

#### Meteo
- Allerta meteo: l'app invierà una notifica quando le autorità dirameranno un'allerta meteo
- Grafico sulle precipitazioni: è possibile visualizzare un grafico ora per ora sull'intensità delle precipitazioni.

#### Musica
- Ascolta ora: è stato introdotto il nuovo pannello "ascolta ora", in cui si possono scoprire nuovi artisti e mix.
- Ricerca: la ricerca è stata notevolmente migliorata, con suggerimenti in base a ciò che ci piace.

#### Podcast
- Ascolta ora: funzione analoga a quella dell'applicazione musica.

#### Safari
- Anteprime: puntando il cursore su una scheda, verrà visualizzata un'anteprima del contenuto.
- Design: Safari ha ora un'interfaccia completamente rinnovata.
- Estensioni: saranno ora scaricabili dall'App Store.
- Importazione delle password da Chrome.
- Pagina di avvio: è stata resa completamente personalizzabile: è possibile aggiungere uno sfondo e scegliere se visualizzare o meno i pannelli dei preferiti, dei suggerimenti di Siri, dei siti più visitati, l'elenco lettura, iCloud e il resoconto sulla privacy.
- Prestazioni: Apple dichiara che Safari è più veloce del 50% rispetto a Google Chrome[4].
- Privacy: il browser bloccherà i tracker dei siti che vogliono tracciare le tue ricerche per elaborare un profilo delle tue abitudini. Ogni tracker bloccato verrà visualizzato nella pagina iniziale nel pannello "Resoconto sulla privacy" e accanto alla barra di ricerca.
- Traduzioni: le pagine in cinese, francese, inglese, portoghese, russo, spagnolo e tedesco possono essere tradotte in lingua italiana (funzione tuttora in versione beta[5]).

### Supporto ai processori Silicon
Il sistema operativo introduce il supporto per processori Silicon con architettura ARM, prodotti direttamente da Apple e destinati a rimpiazzare i processori Intel sui computer desktop e notebook.
Le applicazioni sviluppate per i sistemi operativi iOS e iPadOS possono essere eseguite direttamente dai Mac che sfruttano l'architettura ARM. È possibile eseguire applicazioni sviluppate per Intel su processori ARM, tramite una versione aggiornata di Rosetta, in grado di tradurre il codice dal linguaggio x86 a quello ARM durante l'installazione delle applicazioni o, nel caso di librerie dinamiche, durante l'esecuzione.

### Altre novità
- AirPods: ora possono passare automaticamente da un dispositivo all’altro (in combinazione con iOS 14 e iPadOS 14). Per esempio, se nel momento in cui si sta usando il Mac arriva una chiamata dall’iPhone, gli AirPods cambieranno automaticamente dispositivo.
- Batteria: è stata implementata la funzione "caricamento ottimizzato", riducendone l'usura e aumentandone la longevità.
- Dizionario: sono stati introdotti nuovi dizionari bilingue come francese-tedesco, giapponese-cinese semplificato, indonesiano-inglese e polacco-inglese.
- Famiglia: gli amministratori potranno condividere con gli altri membri della famiglia gli abbonamenti alle app e gli acquisti in‑app, permettendo a tutti di accedere.
- Lingue: sono stati aggiunti nuovi font per l'India e la scrittura predittiva per cinese e giapponese è stata migliorata.
- Spotlight: la ricerca è migliorata ed è stata integrata all'interno dei menù cerca di app come Safari, Pages e Keynote.

## Versioni
|  | Versione corrente |  | Versione beta |

| Versione | Build   | Data              | Note                            |
| -------- | ------- | ----------------- | ------------------------------- |
| 11.0     | 20A2411 | 17 novembre 2020  | Preinstallato su alcuni modelli |
| 11.0.1   | 20B29   | 12 novembre 2020  | Versione pubblica iniziale      |
| 11.1     | 20C69   | 14 dicembre 2020  |                                 |
| 11.2     | 20D64   | 1º febbraio 2021  |                                 |
| 11.2.1   | 20D74   | 9 febbraio 2021   |                                 |
| 11.2.3   | 20D91   | 8 marzo 2021      |                                 |
| 11.3     | 20E232  | 26 aprile 2021    |                                 |
| 11.3.1   | 20E241  | 3 maggio 2021     |                                 |
| 11.4     | 20F71   | 24 maggio 2021    |                                 |
| 11.5     | 20G71   | 21 luglio 2021    |                                 |
| 11.5.1   | 20G80   | 26 luglio 2021    |                                 |
| 11.5.2   | 20G95   | 11 agosto 2021    |                                 |
| 11.6     | 20G165  | 13 settembre 2021 |                                 |
| 11.6.1   | 20G2141 | 25 ottobre 2021   |                                 |
| 11.6.2   | 20G314  | 13 dicembre 2021  |                                 |
| 11.6.3   | 20G413  | 26 gennaio 2022   |                                 |
| 11.6.4   | 20G417  | 14 febbraio 2022  |                                 |
| 11.6.5   | 20G527  | 14 marzo 2022     |                                 |
| 11.6.6   | 20G623  | 16 maggio 2022    |                                 |
| 11.6.7   | 20G630  | 9 giugno 2022     |                                 |
| 11.6.8   | 20G730  | 20 luglio 2022    |                                 |
| 11.7     | 20G817  | 12 settembre 2022 |                                 |
| 11.7.1   | 20G918  | 24 ottobre 2022   |                                 |
| 11.7.2   | 20G1020 | 13 dicembre 2022  |                                 |
| 11.7.3   | 20G1116 | 23 gennaio 2023   |                                 |
| 11.7.4   | 20G1120 | 15 febbraio 2023  |                                 |
| 11.7.5   | 20G1225 | 27 marzo 2023     |                                 |
| 11.7.6   | 20G1231 | 10 aprile 2023    |                                 |
| 11.7.7   | 20G1345 | 18 maggio 2023    |                                 |
| 11.7.8   | 20G1351 | 21 giugno 2023    |                                 |
| 11.7.9   | 20G1426 | 24 luglio 2023    |                                 |
| 11.7.10  | 20G1427 | 11 agosto 2023    | Ultima versione.                |